# Буреак
Буреа́к (фр. Bourréac, окс. Borriac) — коммуна во Франции, находится в регионе Юг — Пиренеи. Департамент — Верхние Пиренеи. Входит в состав кантона Лурд-Эст. Округ коммуны — Аржелес-Газост.
Код INSEE коммуны — 65107.

## География

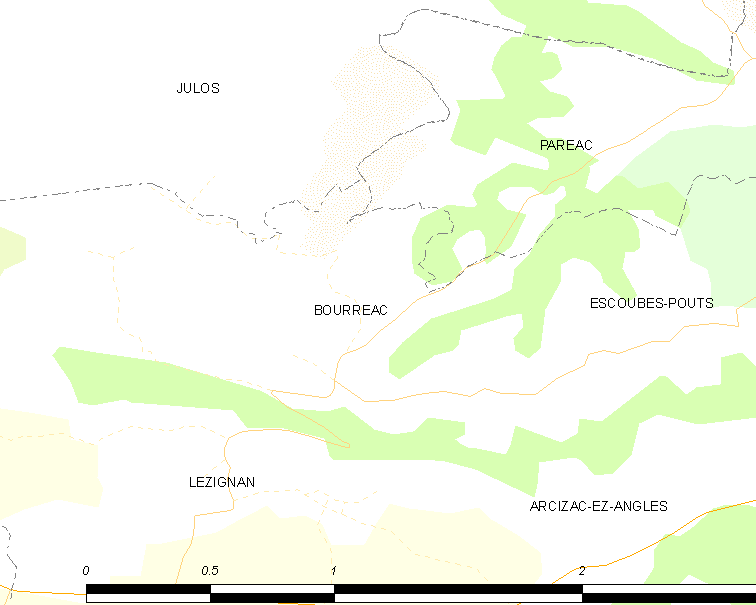
Карта коммуны

Коммуна расположена приблизительно в 670 км к югу от Парижа, в 130 км юго-западнее Тулузы, в 16 км к югу от Тарба.

## Климат
Климат умеренно-океанический с солнечной тёплой погодой и обильными осадками на протяжении практически всего года.

## Население
Население коммуны на 2010 год составляло 84 человека.
| 1962 | 1968 | 1975 | 1982 | 1990 | 1999 | 2010 |
| ---- | ---- | ---- | ---- | ---- | ---- | ---- |
| 46   | 41   | 45   | 49   | 46   | 71   | 84   |

## Администрация
| Период | Период | Фамилия       | Партия | Примечания          |
| ------ | ------ | ------------- | ------ | ------------------- |
| 1935   | 1953   | Жан Дарре     |        | фермер              |
| 1953   | 1959   | Виктор Азан   |        | фермер              |
| 1959   | 1977   | Жан Надо      |        | фермер              |
| 1977   | 1989   | Ролан Дарре   |        | профессор           |
| 1989   | 2008   | Шарль Лакрамп |        | банковский служащий |
| 2008   | 2020   | Ролан Дарре   |        | профессор           |

## Экономика
В 2010 году среди 54 человек трудоспособного возраста (15-64 лет) 45 были экономически активными, 9 — неактивными (показатель активности — 83,3 %, в 1999 году было 77,8 %). Из 45 активных жителей работали 38 человек (18 мужчин и 20 женщин), безработных было 7 (3 мужчин и 4 женщины). Среди 9 неактивных 4 человека были учениками или студентами, 3 — пенсионерами, 2 были неактивными по другим причинам.

## Фотогалерея

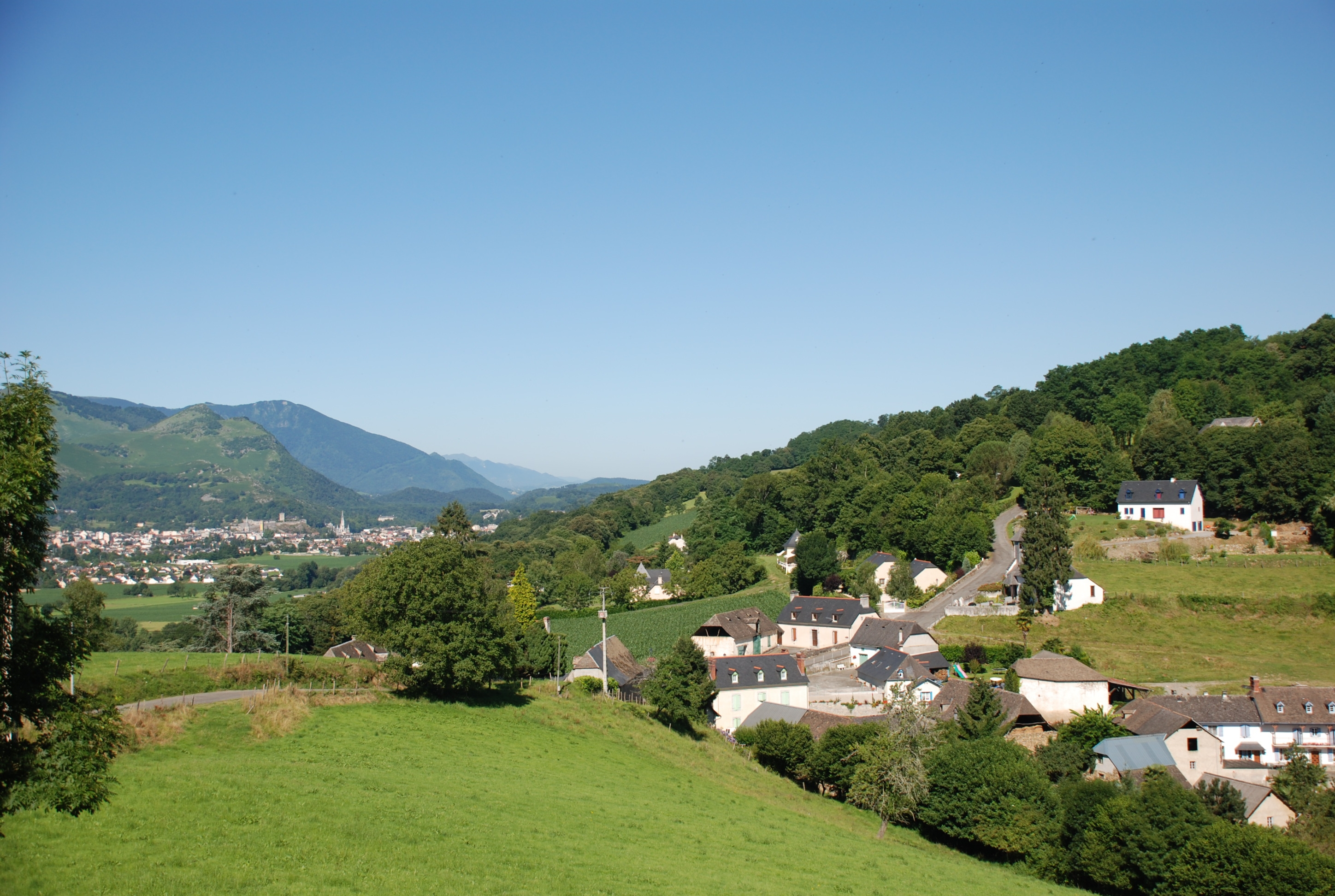
Буреак
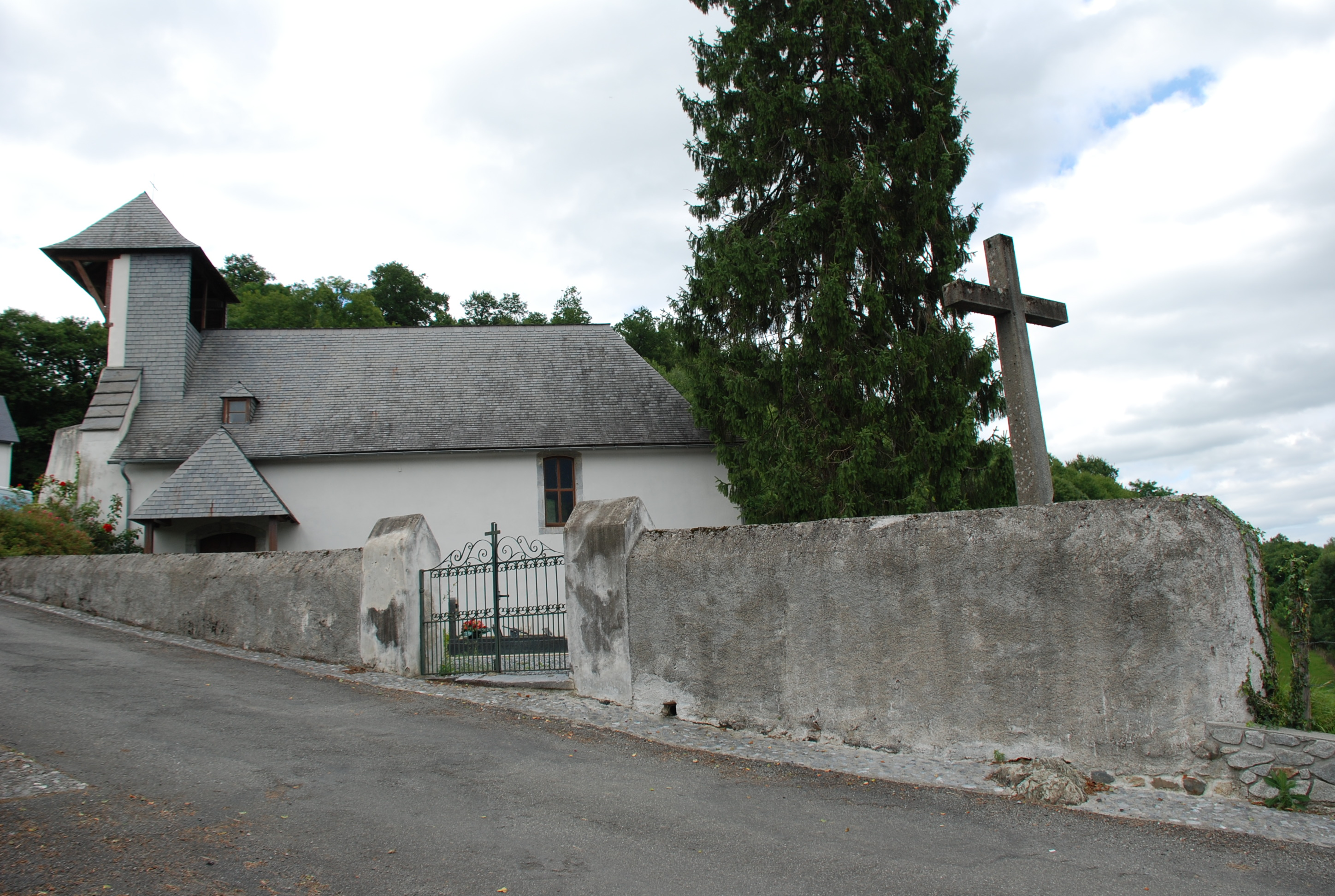
Церковь
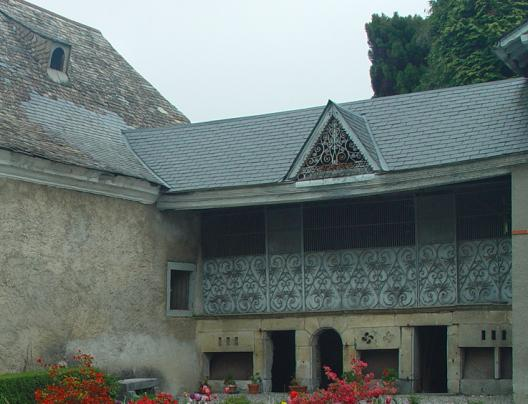
Старый курятник и свинарник
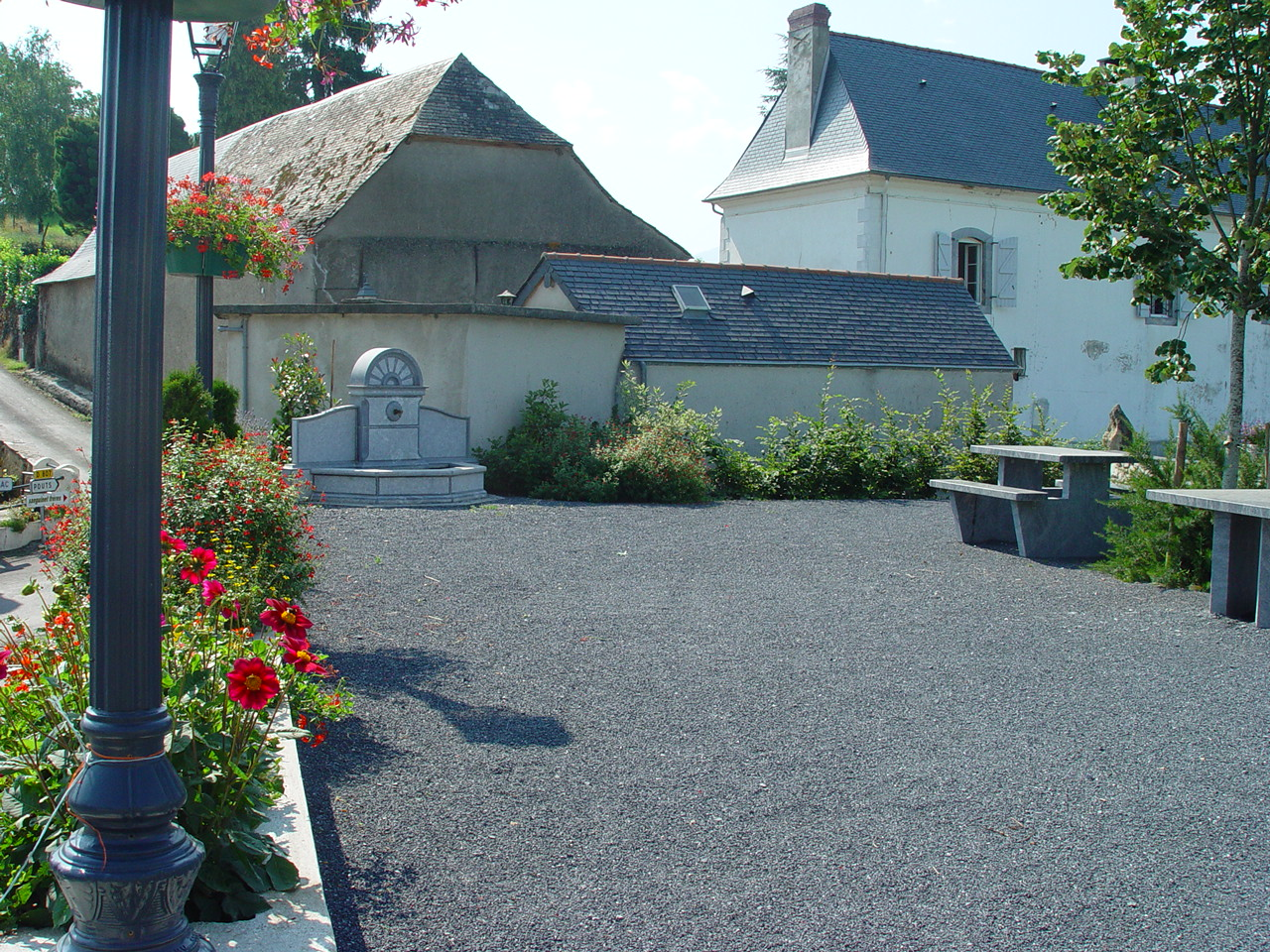
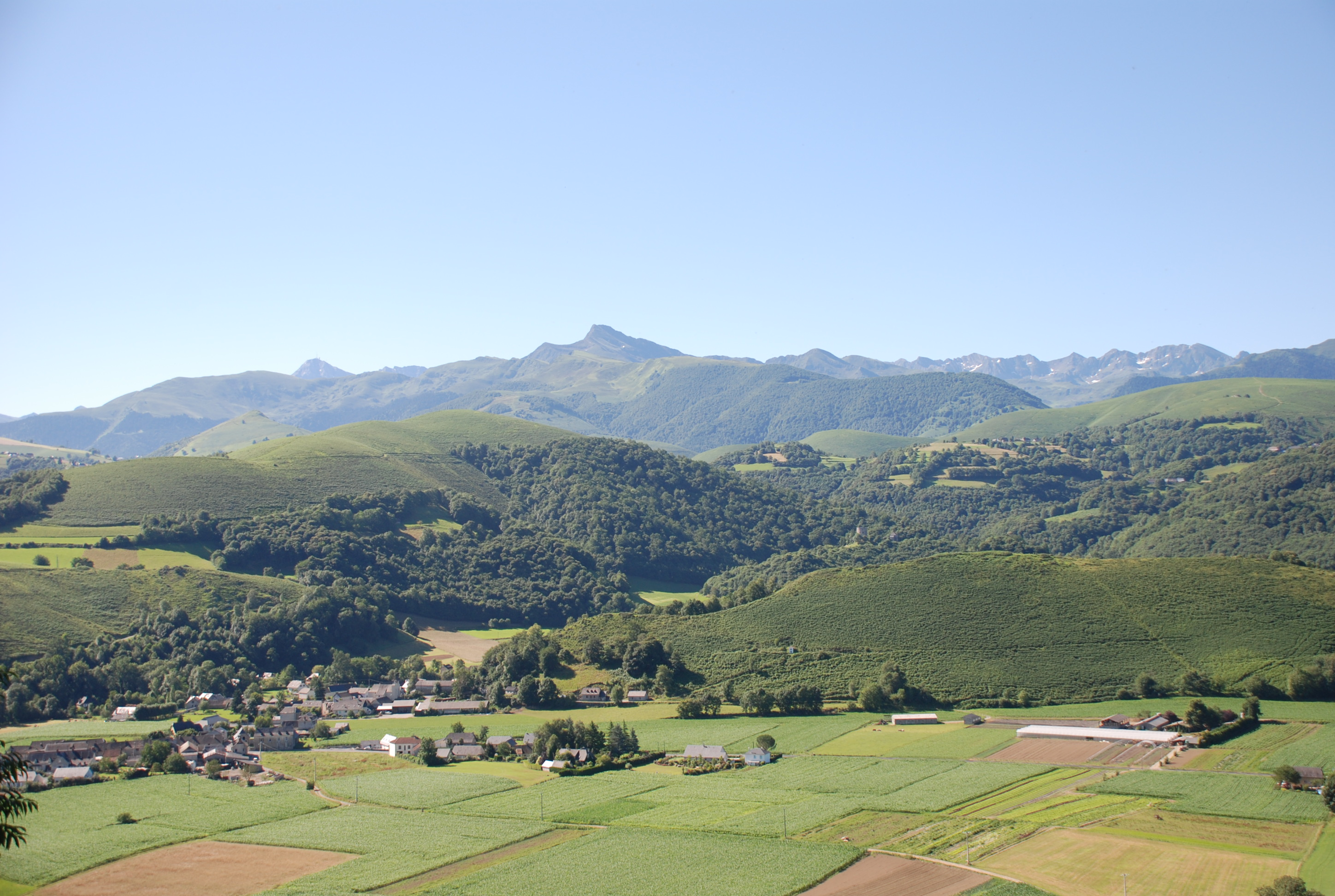